# Palais de Venise
Le palais de Venise (en italien : Palazzo Venezia, également nommé palais Barbo) est un palais romain situé entre la piazza Venezia et la via del Plebiscito à Rome. Il abrite le musée national du Palais de Venise.
Il fut le quartier général et la résidence privée de Benito Mussolini, président du conseil italien sous la Seconde Guerre mondiale.

## Histoire
Le palais est construit entre 1455 et 1467 sur l'ordre du cardinal vénitien Pietro Barbo, futur pape Paul II. On suppose qu'il choisit cet emplacement afin de pouvoir regarder les courses de chevaux sur la via del Corso, en contrebas[réf. nécessaire]. 
L'édifice sert tour à tour de résidence papale et d'ambassade de la république de Venise, d'où son nom. Après avoir accueilli l'ambassade d'Autriche à partir de 1797, il devient propriété de l'État italien en 1916. 
Pendant la Première Guerre mondiale, les chevaux de Saint-Marc de Venise y sont cachés pour être protégés du conflit.
Pendant la période fasciste, Mussolini utilise le palais comme siège du gouvernement et appartement privé. C'est depuis le balcon du palais qu'il harangue la foule en plusieurs occasions, par exemple en 1936 lors de la conquête de l'Éthiopie ou en 1940 lors de l'entrée en guerre de l'Italie au côté du Troisième Reich. Il mène entre 1924 et 1927 de grands travaux pour aménager le dernier étage du palais en appartements privés ; il fait aménager de grandes chambres et de grands salons pour son épouse Rachele Guidi et ses enfants, et sa maîtresse Clara Petacci.
Sur les conseils d'Achille Starace, Mussolini laisse systématiquement les lumières de son bureau allumées toute la nuit pour faire croire à l'homme de la rue que le Duce est un bourreau de travail consacrant tout son temps aux tâches gouvernementales : « l'homme qui ne dort jamais » répète la propagande.
C'est au palais de Venise, dans la Stanza del Pappagallo (« la salle du perroquet ») que se joue la fin du régime fasciste : une révolution de palais au cours de laquelle est présenté l'ordre du jour Grandi qui réclame l'abandon des charges du gouvernement par Mussolini au profit du roi. Le vote du Grand conseil fasciste met Mussolini en minorité, ce qui sert de justification au roi Victor-Emmanuel III pour démettre et faire arrêter le Duce, lequel est remplacé par le maréchal Pietro Badoglio, chargé de tenter de mettre fin à la guerre qui s'aggrave pour l'Italie.

## Musée

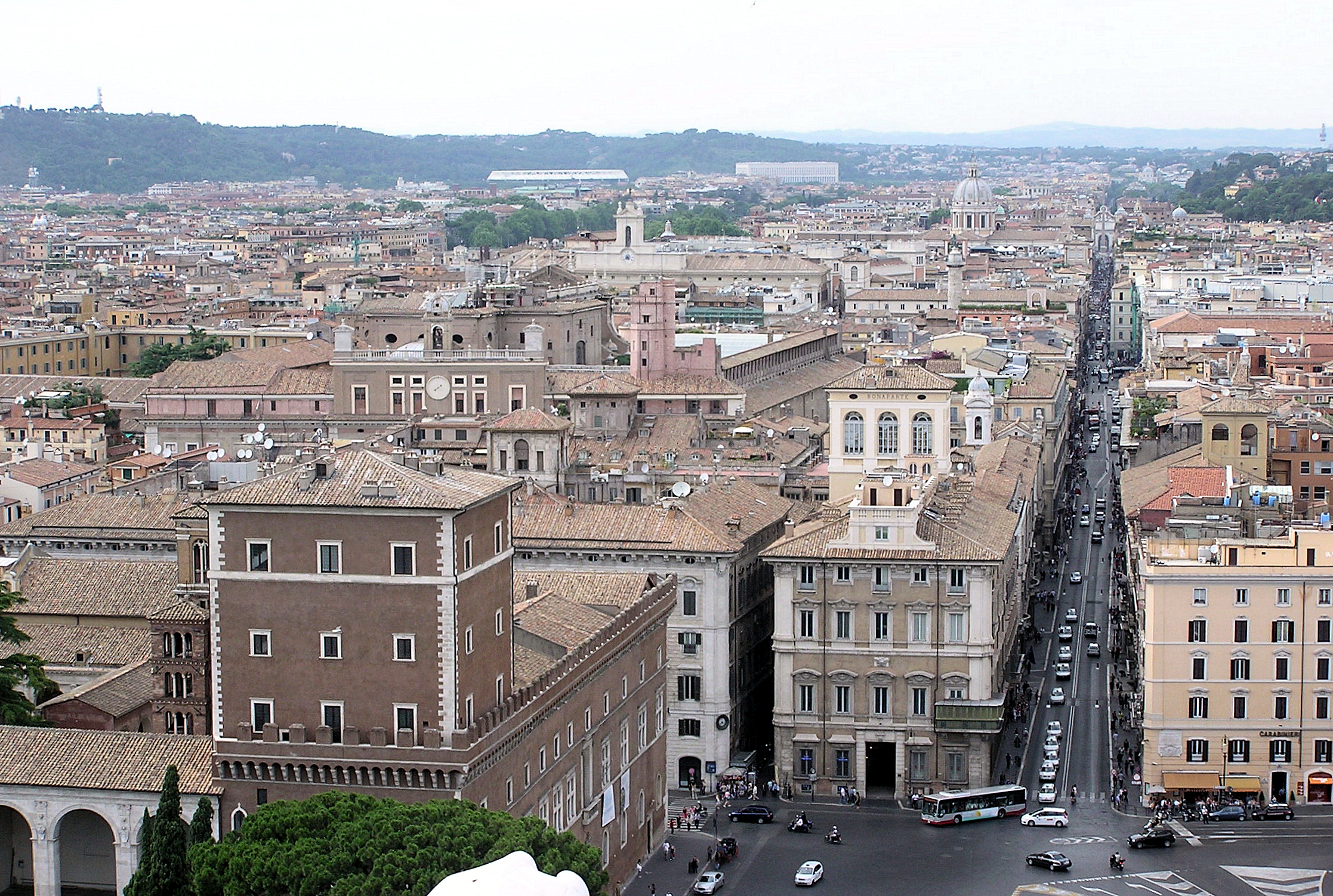
Le palais de Venise, au premier plan à gauche, et la via del Corso à droite.

Créé entre 1919 et 1922, comme musée des arts appliqués, il reçut des pièces provenant de l'ancien musée Kircher (du Collège Romain) et du Musée artistique et industriel. Il abrite des collections d'art décoratif comprenant des céramiques, des bronzes, des médailles, des tapisseries, de l'argenterie, des étoffes, des tapisseries, des émaux, des sceaux, des armes, des tableaux et des sculptures.
Le musée propose également des expositions au rez-de-chaussée. 

### Œuvres importantes
- Pisanello : Portrait de femme
- Giorgione (attr.) : Double portrait, vers 1502
- Carlo Maratta : Cléopâtre
- François-Hubert Drouais : Portrait de la femme en bleu

Autres artistes présentés :  Gian Lorenzo Bernini, Guido Reni, Benozzo Gozzoli, Fra Angelico, Giotto.